# Simon Pellaud
Simon Pellaud (ur. 6 listopada 1992 w Martigny) – szwajcarski kolarz szosowy.

## Osiągnięcia
Opracowano na podstawie:

2010
- 1. miejsce w Tour de Berne juniors

2013
- 1. miejsce w mistrzostwach Szwajcarii U23 (start wspólny)
- 3. miejsce w Paris-Chauny

2017
- 1. miejsce na 2. etapie Tour du Rwanda

2018
- 2. miejsce w Tour of Almaty
- 1. miejsce na 9. etapie Tour of Hainan

2019
- 1. miejsce na 1. etapie Tour du Loir-et-Cher
- 1. miejsce w klasyfikacji górskiej Tour de Romandie
- 1. miejsce w Flèche Ardennaise
- 1. miejsce w Tour de la Mirabelle
- 2. miejsce w mistrzostwach Szwajcarii (start wspólny)
- 3. miejsce w Giro della Regione Friuli Venezia Giulia

2021
- 1. miejsce na 8. etapie Vuelta al Táchira
- 1. miejsce w klasyfikacji ucieczek Giro d’Italia
- 2. miejsce w mistrzostwach Szwajcarii (start wspólny)

2023
- 1. miejsce w Le Tour de Bretagne Cycliste
  - 1. miejsce w klasyfikacji górskiej
- 3. miejsce w mistrzostwach Szwajcarii (start wspólny)
- 1. miejsce w klasyfikacji górskiej Tour de Langkawi

2024
- 2. miejsce w mistrzostwach Szwajcarii (start wspólny)

2025
- 2. miejsce w Tour of Thailand
  - 1. miejsce na 1. etapie

## Rankingi
| Rok              | 2012 | 2013 | 2014 | 2015 | 2016  | 2017  | 2018  | 2019 | 2020 | 2021 | 2022  | 2023 | 2024 |
| ---------------- | ---- | ---- | ---- | ---- | ----- | ----- | ----- | ---- | ---- | ---- | ----- | ---- | ---- |
| World Ranking    |      |      |      |      | 1428. | 2191. | 622.  | 261. | 366. | 392. | 1282. | 574. | 625. |
| UCI Europe Tour  | -    | -    | 685. |      | 1027. | -     | 1149. | 213. | 299. | 324. | 889.  | -    | -    |
| UCI Asia Tour    | -    | -    | -    |      | -     | 478.  | 89.   |      |      |      |       |      |      |
| UCI America Tour | -    | -    | -    |      | 505.  | 406.  | -     |      |      |      |       |      |      |
| UCI Africa Tour  | 123. | -    | -    |      | -     | -     | 147.  |      |      |      |       |      |      |
|                  |      |      |      |      |       |       |       |      |      |      |       |      |      |
| Źródło: UCI      |      |      |      |      |       |       |       |      |      |      |       |      |      |